# Прапетно
Прапетно (словен. Prapetno) — поселення в общині Толмин, Регіон Горишка, Словенія. Висота над рівнем моря: 199,5 м. Розташоване на лівому березі річки Соча.